# Gorham (Illinois)
Gorham – wieś w Stanach Zjednoczonych, w stanie Illinois, w hrabstwie Jackson.